# Соловьёв, Дмитрий Александрович (велогонщик)
Дми́трий Алекса́ндрович Соловьёв (1903—1972) — советский велогонщик, выступал на всесоюзном уровне в 1920-х — 1930-х годах. Представитель спортивного общества «Спартак», многократный чемпион РСФСР, чемпион СССР в различных трековых дисциплинах, заслуженный мастер спорта СССР. Также известен как тренер по велоспорту. Заслуженный тренер РСФСР.

## Биография
Родился 4 октября 1903 года в Туле.
Активно заниматься велоспортом начал в раннем детстве, в возрасте тринадцати лет уже выступал в различных трековых соревнованиях. Состоял в команде тульского добровольного спортивного общества «Спартак».
В период 1924—1936 неизменно становился чемпионом СССР в спринтерских гонках, помимо этого двенадцать раз был чемпионом Российской Федерации и Советского Союза в прочих трековых дисциплинах: командной гонке преследования, групповой гонке, гитах, омниуме. В общей сложности одержал более двухсот побед на соревнованиях различного уровня, благодаря череде удачных выступлений в 1935 году удостоился права защищать честь страны на слёте спортсменов-антифашистов в Париже, где установил европейский рекорд в гите на 500 м. Был известен так называемым «соловьёвский рывком», который впоследствии взяли на вооружение многие велосипедисты-спринтеры. Оставался действующим спортсменом вплоть до 1951 года, установив в этом смысле рекорд долголетия. За выдающиеся спортивные достижения удостоен почётного звания «Заслуженный мастер спорта СССР».
Начиная с 1924 года Соловьёв практиковал тренерскую деятельность в тульских спортивных обществах «Спартак» и «Труд», подготовил множество велосипедистов первого разряда и мастеров спорта СССР, в том числе его учениками были такие знаменитые советские велогонщики Борис Романов, Валентина Максимова, Нина Коптева, Зоя Дьяконова.
Во время Великой Отечественной войны работал в госпиталях инструктором по физической подготовке бойцов, возвращавшихся в воинские части.
Умер в 1972 году в Туле.

## Награды
- Медаль «За трудовую доблесть» (27.04.1957) — «за успехи, достигнутые в деле развития массового физкультурного движения в стране, повышения мастерства советских спортсменов, и успешное выступление на международных соревнованиях»
- Медаль «За доблестный труд в Великой Отечественной войне 1941—1945 гг.»
- Медаль «За долголетнюю плодотворную деятельность по развитию советского физкультурного движения»[2]